# Hornstull (métro de Stockholm)
Pour les articles homonymes, voir Hornstull (homonymie).
Hornstull est une station du tronc commun des deux branches, T13 et T14, de la ligne rouge du métro de Stockholm. Elle est située dans la partie sud du centre ville, sur l'île de Södermalm, à Stockholm en Suède.
La station dispose d'un quai central.

## Situation sur le réseau

Plan du métro.

Établie en souterrain, la station Hornstull, du tronc commun de la ligne rouge du métro de Stockholm, est située entre :
la station Zinkensdamm, en direction de la station Ropsten terminus nord de la ligne T13, et en direction de la station Mörby centrum terminus nord de la ligne T14 ;
et la station Liljeholmen en direction de la station Norsborg terminus sud de la ligne T13, et en direction de la station Fruängen  terminus sud de la ligne T14.

## Histoire
La station Hornstull est mise en service le 5 avril 1964, lors de l'ouverture à l'exploitation des sections de la ligne rouge de T-Centralen à Fruängen et de  Liljeholmen à Örnsberg.

## Services aux voyageurs

### Desserte

Installations
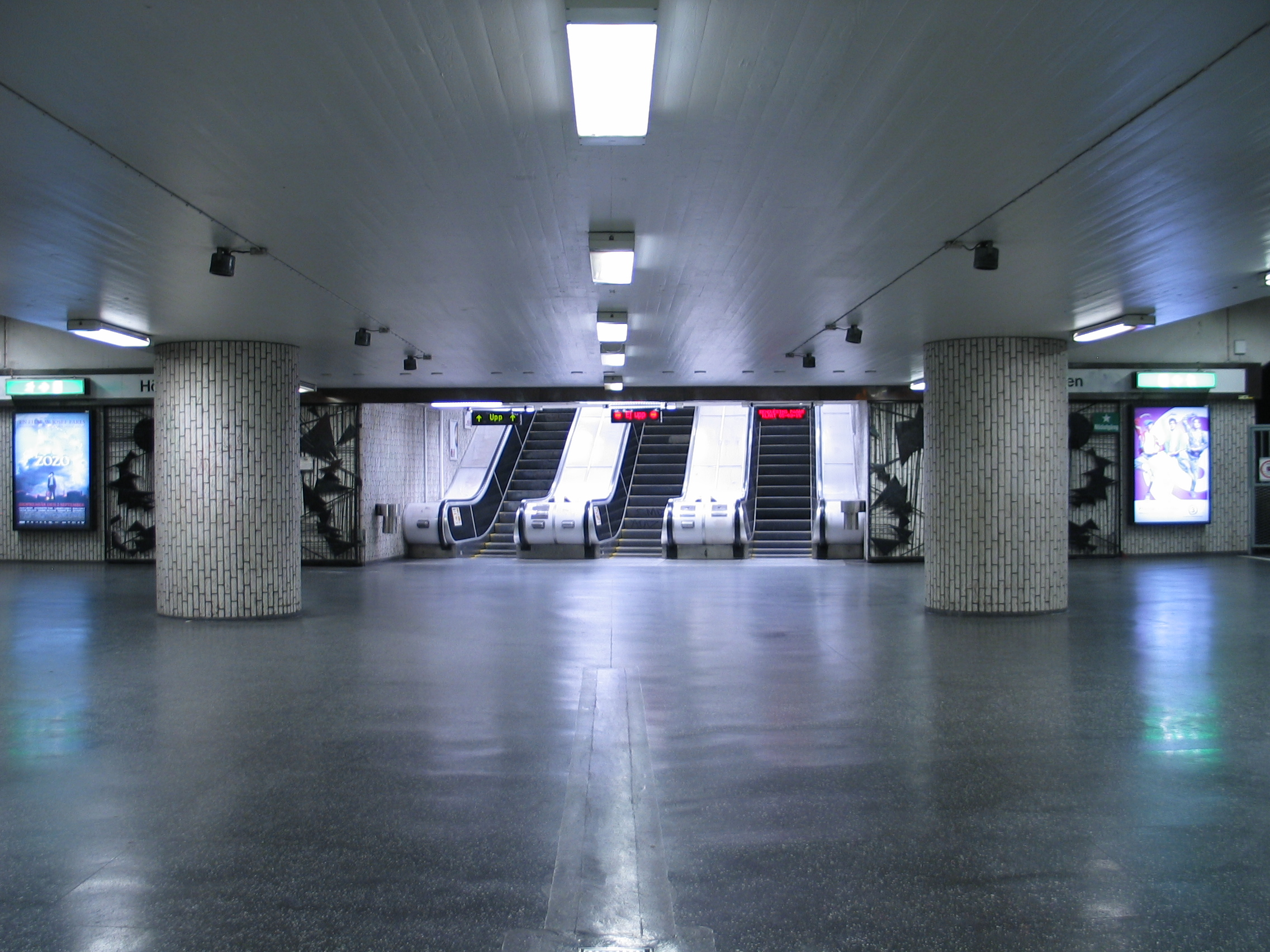
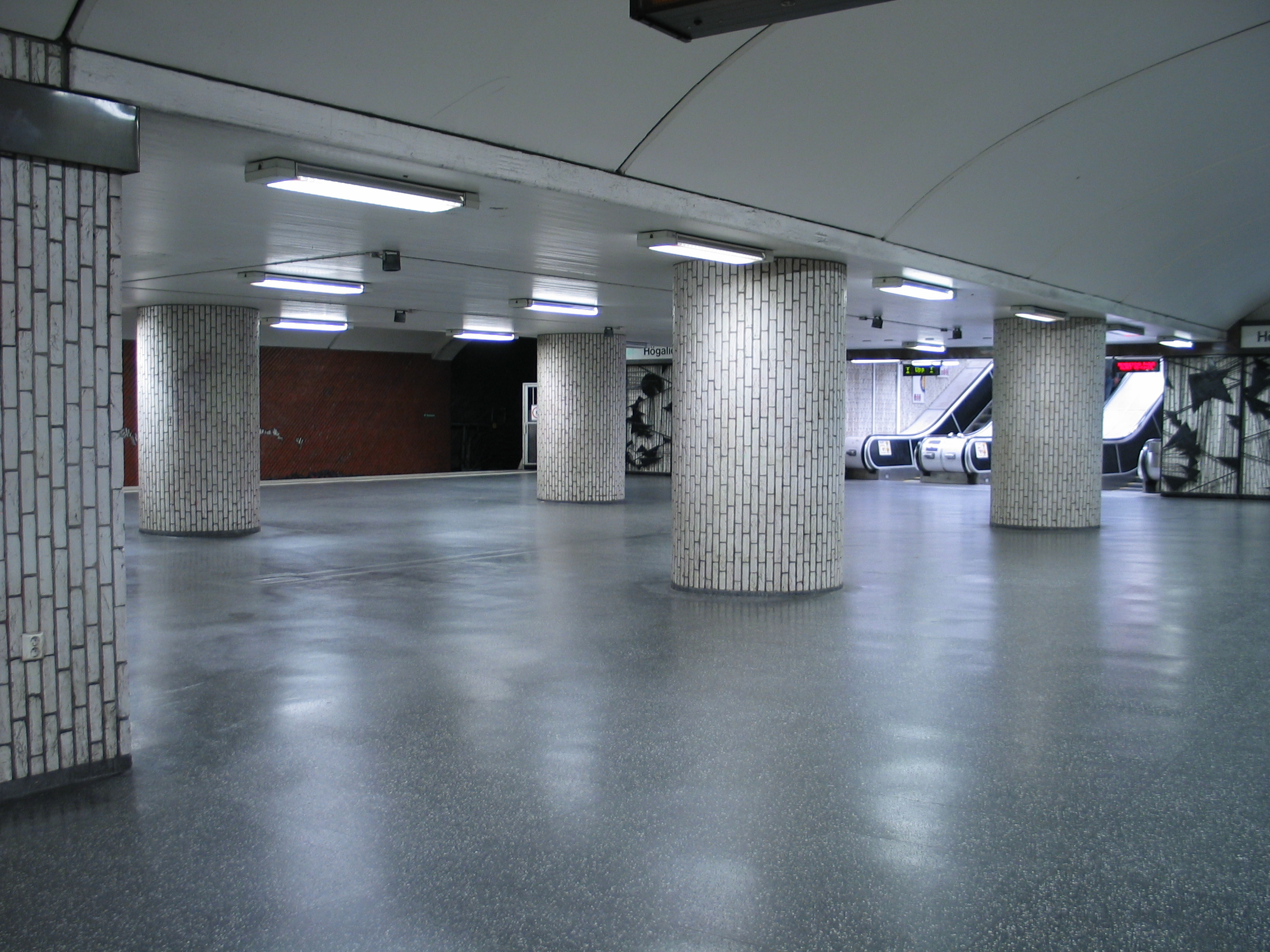

## Art dans la station
Les œuvres d'art qui décorent la station sont du sculpteur suédois Berndt Helleberg.